# Зори
Зори (Зари, Зарии) в славянската митология е сборното название на богини, дъщери на Даждбог. Те са двете божествени въплъщения на планетата Венера, наречени Вечерница и Зорница (Зареница) и са покровителки на утрото и вечерта. Зорница е богиня на развиделяването, а Вечерница – богиня на здрачаването. Славяните са се страхували еднакво и от двете, доколкото и двете са свързвани с т.нар. разпътно време – от появата до изчезването на Венера от небесклона.
Според някои източници съществува и трета сестра – богиня на мрака (midnight), чието име е неизвестно. Освен задълженията към баща си трите сестри охраняват безимен бог окован към съзвездието Голямата мечка.